# Lista de Heroínas da União Soviética
Esta é uma lista de Heroínas da União Soviética; das 12 775 pessoas que receberam o título, 95 eram mulheres, e destas 49 foram condecoradas a título póstumo.
|    | Nome                                                       | Serviço                                    | Data do prêmio                            | Referências |
| -- | ---------------------------------------------------------- | ------------------------------------------ | ----------------------------------------- | ----------- |
| 1  | Valentina Grizodubova Валентина Гризодубова                | Força Aérea Soviética                      | 2 de novembro de 1938                     | [ 1 ]       |
| 2  | Polina Osipenko Полина Осипенко                            | Força Aérea Soviética                      | 2 de novembro de 1938                     | [ 2 ]       |
| 3  | Marina Raskova Марина Раскова                              | Força Aérea Soviética                      | 2 de novembro de 1938                     | [ 3 ]       |
| 4  | Lydia Litvyak Лидия Литвяк                                 | Força Aérea Soviética                      | 5 de maio de 1990 †                       | [ 4 ]       |
| 5  | Yekaterina Zelenko Екатерина Зеленко                       | Força Aérea Soviética                      | 5 de maio de 1990 †                       | [ 5 ]       |
| 6  | Raisa Aronova Раиса Аронова                                | Força Aérea Soviética                      | 15 de maio de 1946                        | [ 6 ]       |
| 7  | Vera Belik Вера Белик                                      | Força Aérea Soviética                      | 23 de fevereiro de 1945 †                 | [ 7 ]       |
| 8  | Marina Chechneva Марина Чечнева                            | Força Aérea Soviética                      | 15 de agosto de 1946                      | [ 8 ]       |
| 9  | Rufina Gasheva Руфина Гашева                               | Força Aérea Soviética                      | 23 de fevereiro de 1945                   | [ 9 ]       |
| 10 | Polina Gelman Полина Гельман                               | Força Aérea Soviética                      | 15 de maio de 1945                        | [ 10 ]      |
| 11 | Antonina Khudyakova Антонина Худякова                      | Força Aérea Soviética                      | 15 de maio de 1945                        | [ 11 ]      |
| 12 | Larisa Litvinova Лариса Литвинова                          | Força Aérea Soviética                      | 23 de fevereiro de 1948                   | [ 12 ]      |
| 13 | Tatiana Makarova Татьяна Макарова                          | Força Aérea Soviética                      | 23 de fevereiro de 1945 †                 | [ 13 ]      |
| 14 | Natalia Meklin Наталья Меклин                              | Força Aérea Soviética                      | 23 de fevereiro de 1945                   | [ 14 ]      |
| 15 | Yevdokia Nikulina Евдокия Никулина                         | Força Aérea Soviética                      | 26 de outubro de 1944                     | [ 15 ]      |
| 16 | Yevdokia Nosal Евдокия Носаль                              | Força Aérea Soviética                      | 24 de maio de 1943 †                      | [ 16 ]      |
| 17 | Zoya Parfenova Зоя Парфёнова                               | Força Aérea Soviética                      | 18 de agosto de 1945                      | [ 17 ]      |
| 18 | Yevdokia Pasko Евдокия Пасько                              | Força Aérea Soviética                      | 26 de outubro de 1944                     | [ 18 ]      |
| 19 | Nadezhda Popova Надежда Попова                             | Força Aérea Soviética                      | 23 de fevereiro de 1945                   | [ 19 ]      |
| 20 | Nina Raspopova Нина Распопова                              | Força Aérea Soviética                      | 15 de maio de 1945                        | [ 20 ]      |
| 21 | Yevgeniya Rudneva Евгения Руднева                          | Força Aérea Soviética                      | 26 de outubro de 1944 †                   | [ 21 ]      |
| 22 | Yekaterina Ryabova Екатерина Рябова                        | Força Aérea Soviética                      | 23 de fevereiro de 1945                   | [ 22 ]      |
| 23 | Olga Sanfirova Ольга Санфирова                             | Força Aérea Soviética                      | 23 de fevereiro de 1945 †                 | [ 23 ]      |
| 24 | Irina Sebrova Ирина Себрова                                | Força Aérea Soviética                      | 23 de fevereiro de 1945                   | [ 24 ]      |
| 25 | Maguba Sirtlanova Магуба Сыртланова                        | Força Aérea Soviética                      | 15 de maio de 1946                        | [ 25 ]      |
| 26 | Mariya Smirnova Мария Смирнова                             | Força Aérea Soviética                      | 26 de outubro de 1944                     | [ 26 ]      |
| 27 | Nina Ulyanenko Нина Ульяненко                              | Força Aérea Soviética                      | 18 de agosto de 1945                      | [ 27 ]      |
| 28 | Yevgeniya Zhigulenko Евгения Жигуленко                     | Força Aérea Soviética                      | 23 de fevereiro de 1945                   | [ 28 ]      |
| 29 | Mariya Dolina Мария Долина                                 | Força Aérea Soviética                      | 18 de agosto de 1945                      | [ 29 ]      |
| 30 | Galina Dzhunkovskaya Галина Джунковская                    | Força Aérea Soviética                      | 18 de agosto de 1945                      | [ 30 ]      |
| 31 | Nadezhda Fedutenko Надежда Федутенко                       | Força Aérea Soviética                      | 18 de agosto de 1945                      | [ 31 ]      |
| 32 | Klavdia Fomicheva Клавдия Фомичёва                         | Força Aérea Soviética                      | 18 de agosto de 1945                      | [ 32 ]      |
| 33 | Antonina Zubkova Антонина Зубкова                          | Força Aérea Soviética                      | 18 de agosto de 1945                      | [ 33 ]      |
| 34 | Tamara Konstantinova Тамара Константинова                  | Força Aérea Soviética                      | 29 de junho de 1945                       | [ 34 ]      |
| 35 | Anna Yegorova Анна Егорова                                 | Força Aérea Soviética                      | 6 de maio de 1965                         | [ 35 ]      |
| 36 | Tatyana Baramzina Татьяна Барамзина                        | Exército Vermelho                          | 24 de março de 1945 †                     | [ 36 ]      |
| 37 | Tatyana Kostyrina Татьяна Костырина                        | Exército Vermelho                          | 16 de maio de 1944 †                      | [ 36 ]      |
| 38 | Natalya Kovshova Наталья Ковшова                           | Exército Vermelho                          | 14 de fevereiro de 1943 †                 | [ 36 ]      |
| 39 | Manshuk Mametova Маншук Маметова                           | Exército Vermelho                          | 1 de março de 1944 †                      | [ 36 ]      |
| 40 | Alia Moldagulova Алия Молдагулова                          | Exército Vermelho                          | 4 de junho de 1944 †                      | [ 36 ]      |
| 41 | Nina Onilova Нина Онилова                                  | Exército Vermelho                          | 14 de maio de 1965 †                      | [ 36 ]      |
| 42 | Lyudmila Pavlichenko Людмила Павличенко                    | Exército Vermelho                          | 25 de outubro de 1943                     | [ 36 ]      |
| 43 | Mariya Polivanova Мария Поливанова                         | Exército Vermelho                          | 14 de fevereiro de 1943 †                 | [ 36 ]      |
| 44 | Nina Gnilitskaya Нина Гнилицкая                            | Exército Vermelho (Reconhecimento)         | 31 de março de 1943 †                     | [ 36 ]      |
| 45 | Yelena Stempkovskaya Елена Стемпковская                    | Exército Vermelho                          | 15 de maio de 1946 †                      | [ 36 ]      |
| 46 | Maria Batrakova Мария Батракова                            | Exército Vermelho                          | 19 de março de 1944                       | [ 36 ]      |
| 47 | Anna Nikandrova Анна Никандрова                            | Exército Vermelho                          | 24 de março de 1945 †                     | [ 36 ]      |
| 48 | Maria Oktyabrskaya Мария Октябрьская                       | Exército Vermelho                          | 2 de agosto de 1944                       | [ 37 ]      |
| 49 | Maria Baida Мария Байда                                    | Departamento Medico, Exército Vermelho     | 20 de junho de 1942                       | [ 36 ]      |
| 50 | Maria Borovichenko Мария Боровиченко                       | Departamento Medico, Exército Vermelho     | 6 de maio de 1965 †                       | [ 36 ]      |
| 51 | Valeriya Gnarovskaya Валерия Гнаровская                    | Departamento Medico, Exército Vermelho     | 3 de junho de 1944 †                      | [ 36 ]      |
| 52 | Vera Kashcheyeva Вера Кащеева                              | Departamento Medico, Exército Vermelho     | 28 de fevereiro de 1944                   | [ 36 ]      |
| 53 | Ksenia Konstantinova Ксения Константинова                  | Departamento Medico, Exército Vermelho     | 4 de junho de 1944 †                      | [ 36 ]      |
| 54 | Lyudmila Kravets Людмила Кравец                            | Departamento Medico, Exército Vermelho     | 31 de maio de 1945                        | [ 36 ]      |
| 55 | Irína Levchenko Ирина Левченко                             | Exército Vermelho                          | 6 de maio de 1965                         | [ 36 ]      |
| 56 | Zinaída Mareseva Зинаида Маресева                          | Departamento Medico, Exército Vermelho     | 22 de fevereiro de 1944 †                 | [ 36 ]      |
| 57 | Fedora Pushina Федора Пушина                               | Departamento Medico, Exército Vermelho     | 10 de janeiro de 1944 †                   | [ 36 ]      |
| 58 | Zinaída Samsonova Зинаида Самсонова                        | Departamento Medico, Exército Vermelho     | 3 de junho de 1944 †                      | [ 36 ]      |
| 59 | Maria Shcherbachenko Мария Щербаченко                      | Departamento Medico, Exército Vermelho     | 23 de outubro de 1943                     | [ 36 ]      |
| 60 | Maria Shkarletova Мария Шкарлетова                         | Departamento Medico, Exército Vermelho     | 24 de março de 1945                       | [ 36 ]      |
| 61 | Zinaida Tusnolobova-Marchenko Зинаида Туснолобова-Марченко | Departamento Medico, Exército Vermelho     | 6 de dezembro de 1957                     | [ 36 ]      |
| 62 | Ekaterina Mikhailova-Demina Екатерина Михайлова-Дёмина     | Servicio médico militar, Marinha Soviética | 5 de maio de 1990                         | [ 36 ]      |
| 63 | Galina Petrova Галина Петрова                              | Servicio médico militar, Marinha Soviética | 17 de novembro de 1943                    | [ 36 ]      |
| 64 | Mariya Tsukanova Мария Цуканова                            | Servicio médico militar, Marinha Soviética | 14 de setembro de 1945 †                  | [ 36 ]      |
| 65 | Anastasía Biseniek Анастасия Бисениек                      | Guerrilha                                  | 9 de maio de 1965 †                       | [ 36 ]      |
| 66 | Yelizaveta Chaikina Елизавета Чайкина                      | Guerrilha                                  | 6 de março de 1942 †                      | [ 36 ]      |
| 67 | Daria Diachenko Дарья Дьяченко                             | Guerrilha                                  | 1 de julho de 1958 †                      | [ 36 ]      |
| 68 | Uliana Gromova Ульяна Громова                              | Guerrilha                                  | 21 de setembro de 1943 †                  | [ 36 ]      |
| 69 | Vera Jaruzhaya Вера Хоружая                                | Guerrilha                                  | 17 de maio de 1960 †                      | [ 36 ]      |
| 70 | Maria Kisliak Мария Кисляк                                 | Guerrilha                                  | 6 de maio de 1965 †                       | [ 36 ]      |
| 71 | Yelena Kolesova Елена Колесова                             | Guerrilha                                  | 21 de novembro de 1944 †                  | [ 36 ]      |
| 72 | Zoya Kosmodemiánskaya Зоя Космодемьянская                  | Guerrilha                                  | 16 de fevereiro de 1942 †                 | [ 36 ]      |
| 73 | Helene Kullmann Хелене Кульман                             | Guerrilha                                  | 8 de maio de 1965 †                       | [ 36 ]      |
| 74 | Anna Lisitsyna Анна Лисицына                               | Guerrilha                                  | 25 de setembro de 1943 †                  | [ 36 ]      |
| 75 | Tatiana Marinenko Татьяна Мариненко                        | Guerrilha                                  | 8 de maio de 1965 †                       | [ 36 ]      |
| 76 | Anna Maslovskaya Анна Масловская                           | Guerrilha                                  | 15 de maio de 1944                        | [ 36 ]      |
| 77 | Yelena Mazanik Елена Мазаник                               | Guerrilha                                  | 29 de outubro de 1943                     | [ 36 ]      |
| 78 | Maria Melentieva Мария Мелентьева                          | Guerrilha                                  | 25 de setembro de 1943 †                  | [ 36 ]      |
| 79 | Marytė Melnikaitė Мария Мельникайте                        | Guerrilha                                  | 22 de março de 1944 †                     | [ 36 ]      |
| 80 | Anna Morozova Анна Морозова                                | Guerrilha                                  | 8 de maio de 1965 †                       | [ 36 ]      |
| 81 | Klavdia Nazarova Клавдия Назарова                          | Guerrilha                                  | 20 de agosto de 1945 †                    | [ 36 ]      |
| 82 | Maria Osipova Мария Осипова                                | Guerrilha                                  | 29 de outubro de 1943                     | [ 36 ]      |
| 83 | Antonina Petrova Антонина Петрова                          | Guerrilha                                  | 8 de abril de 1942 †                      | [ 36 ]      |
| 84 | Zinaida Portnova Зинаида Портнова                          | Guerrilha                                  | 1 de julho de 1958 †                      | [ 36 ]      |
| 85 | Larisa Ratushnaya Лариса Ратушная                          | Guerrilha                                  | 8 de junho de 1965 †                      | [ 36 ]      |
| 86 | Valentina Safronova Валентина Сафронова                    | Guerrilha                                  | 8 de maio de 1965 †                       | [ 36 ]      |
| 87 | Liubov Shevtsova Любовь Шевцова                            | Guerrilha                                  | 21 de setembro de 1943 †                  | [ 36 ]      |
| 88 | Nina Sosnina Нина Соснина                                  | Guerrilha                                  | 8 de maio de 1965 †                       | [ 36 ]      |
| 89 | Nadezhda Troyan Надежда Троян                              | Guerrilha                                  | 29 de outubro de 1943                     | [ 36 ]      |
| 90 | Yelena Ubiyvovk Елена Убийвовк                             | Guerrilha                                  | 8 de maio de 1965 †                       | [ 36 ]      |
| 91 | Nadezhda Volkova Надежда Волкова                           | Guerrilha                                  | 8 de maio de 1965 †                       | [ 36 ]      |
| 92 | Yefrosinia Zenkova Ефросинья Зенькова                      | Guerrilha                                  | 1 de julho de 1958                        | [ 36 ]      |
| 93 | Valentina Tereshkova Валентина Терешкова                   | Cosmonauta                                 | 22 de junho de 1963                       | [ 38 ]      |
| 94 | Svetlana Savitskaya Светлана Савицкая                      | Cosmonauta                                 | 27 de agosto de 1982, 29 de julho de 1984 | [ 39 ]      |
| 95 | Aniela Krzywoń                                             | Exército do Povo Polonês                   | 11 de novembro de 1943 †                  | [ 36 ]      |